# 나모 웹에디터
나모 웹에디터(Namo WebEditor)는 나모인터랙티브에서 개발 판매하는 위지위그 HTML 편집기이다. 1997년 1.0버전이 출시되어, 윈도우용 최종판은 나모웹에디터 2008이 나와 있다.
2016년 10월 나모인터렉티브에서 분사한 나모에디터에서 나모웹에디터 부활 프로젝트를 준비한다고 발표했다.
2017년 8월 29일 맥용 버전 "나모 웹에디터 원 보관됨 2017-09-25 - 웨이백 머신"으로 출시되었다.

## 개요
나모 웹에디터는 ㈜나모 인터랙티브가 만드는 WYSIWYG형 웹에디터로 초창기에는 대한민국에서 드림위버의 국산 경쟁 제품으로 선전하였으나, 2006년 7월 세중여행과 합병한 이후 지속적인 후속 제품을 내놓지 못함으로써 점차 한국 시장의 지위를 상실하고 있다.
주요 특징으로는 다음과 같은 것들이 있다.
- 익숙한 사용자 인터페이스 - 마이크로소프트 오피스와 비슷한 사용자 인터페이스를 가진다.
- 교수학습 과정안 마법사 - 자바스크립트를 이용하여 온라인 교육을 간편하게 구현한다.
- 평가문제 기능 - 온라인 시험을 쉽게 출제한다.
- 통계함수 기능 - 통계 함수와 차트를 간단하게 구현한다.
- 디자인 리소스 관리자 - 많고, 다양한 디자인 템플릿을 제공한다.
- 블로그 연동 - 포스트 작성과 업로드를 수행하는 API를 제공한다.

코드 관리는 2009년 8월 《나모 코드에디터》라는 별도의 제품을 제공하고 있다.

## 요구 사항
2008 Suite 버전의 경우 윈도우 XP 이상의 운영 체제와 512MB 이상의 메모리 권장 사양을 가진다.